# Каспийский морской батальон
Каспийский морской батальон — воинская часть в Российском императорском флоте. Сформирован 14.06.1805 в морском ведомстве в составе четырёх мушкетёрских рот. Воротник, обшлага, клапаны, отвороты фалд и панталоны тёмно-зелёные с белой выпушкой, погоны розовые, прибор золотой.

## История
14 июня 1805 года вице-адмирал П. В. Чичагов доложил Александру I, что установленных по штату 1798 года 84 человек солдатской команды Каспийской флотилии (1 поручик, 1 подпоручик, 10 унтер-офицеров, 70 рядовых, 2 денщика) «весьма недостаточно для судов, составляющих оную флотилию по новому положению». В связи с этим император одобрил создание Каспийского морского батальона из 4 мушкетёрских рот. В мирное время батальон насчитывал 21 офицера, 56 фельдфебелей и унтер-офицеров, 564 рядовых, 13 барабанщиков, 21 нестроевого и 32 денщика. В отличие от морских полков, в ротах Каспийского батальона унтер-офицеров полагалось на 4 человека больше, поскольку «по состоянию в Каспийской флотилии мелких судов должно будет отряжать малые команды с унтер-офицерами, почему необходимо нужно прибавление их». В военное время в каждую роту добавлялось по 24 рядовых, и батальон увеличивался на 96 мушкетёров. Для формирования Каспийского батальона 1-й, 2-й и 3-й морские полки выделили по одной мушкетёрской роте. После их прибытия из Кронштадта в Астрахань к ним присоединили 78 солдат и офицеров местной команды, сформировав таким образом четырёхротный Каспийский батальон.

## Военнослужащие батальона
- Хватков, Андреян Никитович, капитан, позже — майор (2 марта 1807 — 21 декабря 1811)[3].